# Антоан Лефорт
Антоан Лефорт (лукс. Antoine Lefort) је био луксембуршки политичар и дипломата. Био је члан Посланичке коморе као представник Партије деснице. Био је генерални директор за јавне радове а касније је служио као дипломата у Швајцарској. 